# Ilha Maïre
A ilha Maïre (em francês:  Île Maïre, pronunciado "Maillere") é uma pequena ilha no golfo de Lião, a sudoeste de Marselha, perto do cabo Croisette e da região de Les Goudes, na extremidade do maciço dos Calanques. Faz parte do território da comuna de Marselha e do arquipélago de Riou.
Com menos de 1000m de este a oeste e de 500m de norte a sul, a ilha Maïre atinge no topo 138 m de altitude. Totalmente desabitada, a vida animal está reduzida a uma pequena comunidade de gaivotas-de-patas-amarelas. Há restos de uma construção da época de extração de recursos minerais.